# 31e cérémonie des Screen Actors Guild Awards
La 31e cérémonie des Screen Actors Guild Awards (SAG Awards), décernés par la Screen Actors Guild, a lieu le 23 février 2025 et récompense les acteurs et actrices du cinéma et de la télévision ayant tourné en 2024.
Les nominations sont annoncées le 8 janvier 2025.

## Palmarès

### Cinéma

#### Meilleur acteur
- Timothée Chalamet pour le rôle de Bob Dylan dans Un parfait inconnu (A Complete Unknown)
  - Adrien Brody pour le rôle de László Toth dans The Brutalist
  - Daniel Craig pour le rôle de William Lee dans Queer
  - Colman Domingo pour le rôle de John « Divine G » Whitfield dans Sing Sing
  - Ralph Fiennes pour le rôle du cardinal Thomas Lawrence dans Conclave

#### Meilleure actrice
- Demi Moore pour le rôle d'Elisabeth Sparkle dans The Substance
  - Pamela Anderson pour le rôle de Shelley dans The Last Showgirl
  - Cynthia Erivo pour le rôle de Elphaba Thropp / la Méchante sorcière de l'Ouest dans Wicked
  - Karla Sofía Gascón pour le rôle d'Emilia Pérez dans Emilia Pérez
  - Mikey Madison pour le rôle d'Anora « Ani » Mikheeva dans Anora

#### Meilleur acteur dans un second rôle
- Kieran Culkin pour le rôle de Benji Kaplan dans A Real Pain
  - Jonathan Bailey pour le rôle de Fiyero Tigelaar dans Wicked
  - Iouri Borissov pour le rôle d'Igor dans Anora
  - Edward Norton pour le rôle de Pete Seeger dans Un parfait inconnu (A Complete Unknown)
  - Jeremy Strong pour le rôle de Roy Cohn dans The Apprentice

#### Meilleure actrice dans un second rôle
- Zoe Saldaña pour le rôle de Rita Mora Castro dans Emilia Pérez
  - Monica Barbaro pour le rôle de Joan Baez dans Un parfait inconnu (A Complete Unknown)
  - Jamie Lee Curtis pour le rôle d'Annette dans The Last Showgirl
  - Danielle Deadwyler pour le rôle de Berniece Charles dans La Leçon de Piano (The Piano Lesson)
  - Ariana Grande pour le rôle de Glinda dans Wicked

#### Meilleure distribution
- Conclave - Sergio Castellitto, Ralph Fiennes, John Lithgow, Lucian Msamati, Isabella Rossellini, Stanley Tucci
  - Un parfait inconnu (A Complete Unknown) - Monica Barbaro, Norbert Leo Butz, Timothée Chalamet, Elle Fanning, Dan Fogler, Will Harrison, Eriko Hatsune, Boyd Holbrook, Scoot McNairy, Big Bill Morganfield, Edward Norton
  - Anora - Youri Borissov, Mark Eidelstein, Karen Karagoulian, Mikey Madison, Alexeï Serebriakov, Vache Tovmasyan
  - Emilia Pérez - Karla Sofía Gascón, Selena Gomez, Adriana Paz, Zoe Saldaña
  - Wicked - Jonathan Bailey, Marissa Bode, Peter Dinklage, Cynthia Erivo, Jeff Goldblum, Ariana Grande, Ethan Slater, Bowen Yang, Michelle Yeoh

#### Meilleure équipe de cascadeurs
- The Fall Guy
  - Deadpool et Wolverine (Deadpool and Wolverine)
  - Dune, deuxième partie (Dune: Part Two)
  - Gladiator 2 (Gladiator II)
  - Wicked

### Télévision

#### Meilleur acteur dans une série dramatique
- Hiroyuki Sanada pour le rôle de Yoshii Toranaga dans Shōgun
  - Tadanobu Asano pour le rôle de Kashigi Yabushige dans Shōgun
  - Jeff Bridges pour le rôle de Dan Chase / Henry Dixon / Johnny Kohler dans The Old Man
  - Gary Oldman pour le rôle de Jackson Lamb dans Slow Horses
  - Eddie Redmayne pour de rôle du Jackal dans The Day of the Jackal

#### Meilleure actrice dans une série dramatique
- Anna Sawai pour le rôle de Dame Mariko dans Shōgun
  - Kathy Bates pour le rôle de Madeline "Matty" Matlock dans Matlock (en)
  - Nicola Coughlan pour le rôle de Penelope Featherington dans La Chronique des Bridgerton (Bridgerton)
  - Allison Janney pour le rôle de Grace Penn dans La Diplomate (The Diplomat)
  - Keri Russell pour le rôle de Kate Wyler dans La Diplomate

#### Meilleure distribution pour une série dramatique
- Shōgun (FX) – Shinnosuke Abe, Tadanobu Asano, Tommy Bastow, Takehiro Hira, Moeka Hoshi, Hiromoto Ida, Cosmo Jarvis, Hiroto Kanai, Yuki Kura, Takeshi Kurokawa, Fumi Nikaido, Tokuma Nishioka, Hiroyuki Sanada, and Anna Sawai
  - La Chronique des Bridgerton (Bridgerton) - Geraldine Alexander, Victor Alli, Adjoa Andoh, Julie Andrews, Lorraine Ashbourne, Simone Ashley, Jonathan Bailey, Joe Barnes, Joanna Bobin, James Bryan, Harriet Cains, Bessie Carter, Genevieve Chenneour, Dominic Coleman, Nicola Coughlan, Kitty Devlin, Hannah Dodd, Daniel Francis, Ruth Gemmell, Rosa Hesmondhalgh, Sesley Hope, Florence Hunt, Martins Imhangbe, Molly Jackson-Shaw, Claudia Jessie, Lorn Macdonald, Jessica Madsen, Emma Naomi, Hannah New, Luke Newton, Caleb Obediah, James Phoon, Vineeta Rishi, Golda Rosheuvel, Hugh Sachs, Banita Sandhu, Luke Thompson, Will Tilston, Polly Walker, Anna Wilson-Jones, Sophie Woolley
  - The Day of the Jackal (Peacock) – Khalid Abdalla, Jon Arias, Nick Blood, Úrsula Corberó, Charles Dance, Ben Hall, Chukwudi Iwuji, Patrick Kennedy, Puchi Lagarde, Lashana Lynch, Eleanor Matsuura, Jonjo O'Neill (en), Eddie Redmayne, Sule Rimi, and Lia Williams
  - La Diplomate (The Diplomat) (Netflix) – Ali Ahn, Sandy Amon-Schwartz, Tim Delap, Penny Downie, Ato Essandoh, David Gyasi, Celia Imrie, Rory Kinnear, Pearl Mackie, Nana Mensah, Graham Miller, Keri Russell, Rufus Sewell, Adam Silver, and Kenichiro Thomson
  - Slow Horses (Apple TV+) – Ruth Bradley, Tom Brooke, James Callis, Christopher Chung, Aimee-Ffion Edwards, Rosalind Eleazar, Sean Gilder, Kadiff Kirwan, Jack Lowden, Gary Oldman, Jonathan Pryce, Saskia Reeves, Joanna Scanlan, Kristin Scott Thomas, Hugo Weaving, Naomi Wirthner, and Tom Wozniczka

#### Meilleur acteur dans une série comique
- Martin Short pour le rôle d'Oliver Putnam dans Only Murders in the Building
  - Adam Brody pour le rôle de Noah dans Nobody Wants This
  - Ted Danson pour le rôle de Charles dans Espion à l'ancienne
  - Harrison Ford pour le rôle du Dr Paul Rhodes dans Shrinking
  - Jeremy Allen White pour le rôle de Carmen « Carmy » Berzatto dans The Bear

#### Meilleure actrice dans une série comique
- Jean Smart pour le rôle de Deborah Vance dans Hacks
  - Kristen Bell pour le rôle de Joanne dans Nobody Wants This
  - Quinta Brunson pour le rôle de Janine Teagues dans Abbott Elementary
  - Liza Colón-Zayas pour le rôle de Tina Marrero dans The Bear
  - Ayo Edebiri pour le rôle de Sydney Adamu dans The Bear

#### Meilleure distribution pour une série comique
- Only Murders in the Building (Hulu) – Michael Cyril Creighton, Zach Galifianakis, Selena Gomez, Richard Kind, Eugene Levy, Eva Longoria, Steve Martin, Kumail Nanjiani, Molly Shannon, and Martin Short
  - Abbott Elementary (ABC) – Quinta Brunson, William Stanford Davis, Janelle James, Chris Perfetti, Sheryl Lee Ralph, Lisa Ann Walter, and Tyler James Williams
  - The Bear (FX / Hulu) – Lionel Boyce, Liza Colón-Zayas, Ayo Edebiri, Abby Elliott, Edwin Lee Gibson, Corey Hendrix, Matty Matheson, Ebon Moss-Bachrach, Ricky Staffieri, and Jeremy Allen White
  - Hacks (Max) – Rose Abdoo, Carl Clemons-Hopkins, Paul W. Downs, Hannah Einbinder, Mark Indelicato, Jean Smart, and Megan Stalter
  - Shrinking (Apple TV+) – Harrison Ford, Brett Goldstein, Devin Kawaoka, Gavin Lewis, Wendie Malick, Lukita Maxwell, Ted McGinley, Christa Miller, Jason Segel, Rachel Stubington, Luke Tennie, Michael Urie, and Jessica Williams

#### Meilleur acteur dans une mini-série ou un téléfilm
- Colin Farrell pour le rôle d'Oswald « Oz » Cobb / Le Pingouin dans The Penguin
  - Javier Bardem pour le rôle de José Menéndez dans Monstres : L'Histoire de Lyle et Erik Menéndez (Monsters: The Lyle and Erik Menendez Story)
  - Richard Gadd pour le rôle de Donny Dunn dans Mon petit renne (Baby Reindeer)
  - Kevin Kline pour le rôle de Stephen Brigstocke dans Disclaimer
  - Andrew Scott pour le rôle de Tom Ripley dans Ripley

#### Meilleure actrice dans une mini-série ou un téléfilm
- Jessica Gunning pour le rôle de Martha Scott dans Mon petit renne (Baby Reindeer)
  - Kathy Bates pour le rôle d'Edith Wilson dans The Great Lillian Hall
  - Cate Blanchett pour le rôle de Catherine Ravenscroft dans Disclaimer
  - Jodie Foster pour le rôle de Liz Danvers dans True Detective: Night Country
  - Lily Gladstone pour le rôle de Cam Bentland dans Under the Bridge
  - Cristin Milioti pour le rôle de Sofia Gigante dans The Penguin

#### Meilleure équipe de cascadeurs dans une série télévisée
- Shōgun (FX)
  - The Boys (Prime Video)
  - Fallout (Prime Video)
  - House of the Dragon (HBO)
  - The Penguin (HBO)

## In memoriam
- Bob Newhart
- Olivia Hussey
- Tony Todd
- Mitzi Gaynor
- Alan Rachins
- Leslie Charleson
- Muni Zano
- Kenneth Mitchell
- Leslie Shreve
- M. Emmet Walsh
- Janis Page
- Charles Cyphers
- Marianne Faithfull
- Dabney Coleman
- James B. Sikking
- Terry Carter
- Mitzi McCall
- Earl Holliman
- David Harris
- Dayle Haddon
- Hudson Meek
- Patti Yasutake
- Wayne Northrop
- Drake Hogestyn
- Ken Page
- Morgan Lofting
- Ron Ely
- Peter Marshall
- Susan Backlinie
- Charles Dierkop
- Art Evans
- Alain Delon
- Michael Cole
- Shannen Doherty
- Bill Cobbs
- Kris Kristofferson
- Tony Ganios
- Darryl Hickman
- Barbara Rush
- Joan Plowright
- Bernard Hill
- John Aprea
- Tony Roberts
- David Westberg
- John Amos
- Kevin Brophy
- Mort Drescher
- Tony Mordente
- Steve Lawrence
- Gavin Creel
- Louis Gossett Jr.
- Linda Lavin
- Richard Lewis
- Erica Ash
- Joe Flaherty
- Martin Mull
- Nicholas Pryor
- Gena Rowlands
- John Ashton
- Bob Uecker
- Tony Lo Bianco
- Teri Garr
- David Lynch
- Jeannie Epper
- Kim Kahana
- Johnny Wactor
- Shelley Duvall
- James Darren
- Tom Bower
- Donald Sutherland
- Maggie Smith
- James Earl Jones